# Heteropneustes microps
Heteropneustes microps é uma espécie de peixe da família Heteropneustidae.
É endémica do Sri Lanka.